# Leopold Götz
Leopold Götz (2. října 1839 Mikulov – 20. července 1908 Mikulov) byl rakouský politik německé národnosti působící na Moravě, na přelomu 19. a 20. století poslanec Říšské rady.

## Biografie
Profesí byl právníkem, advokátem a politikem. Působil jako starosta Mikulova.
Byl poslancem Moravského zemského sněmu a tento mandát pak zastával po několik funkčních období. Zvolen byl v zemských volbách roku 1902 za městskou kurii, obvod Mikulov) a mandát obhájil v zemských volbách roku 1906 za kurii měst, německý obvod Mikulov, Jaroslavice, Pohořelice, Kounice.
Na konci 19. století se zapojil i do celostátní politiky. Ve volbách do Říšské rady roku 1891 byl zvolen za městskou kurii, obvod Mikulov, Hustopeče atd. Za týž obvod uspěl i ve volbách do Říšské rady roku 1897 a volbách do Říšské rady roku 1901. V roce 1897 se profesně uvádí jako advokát a starosta z Mikulova.
Zemřel v červenci 1908.